# Sin/Pecado

Sin/Pecado est le troisième album du groupe Moonspell sorti en 1998.

## Liste des chansons
1. Slow Down - 0:40
2. Handmade God - 5:33
3. Second Skin - 4:52
4. Abysmo - 5:00
5. Flesh - 3:05
6. Magdalene - 6:17
7. The Vulture Culture (gloria domini) - 5:00
8. Eurotica - 3:50
9. Mute - 5:58
10. Dekadance - 5:50
11. Let The Children Cum To Me - 6:53
12. The Hanged Man - 6:28
13. 13 - 2:42